# Landeshaus Köln

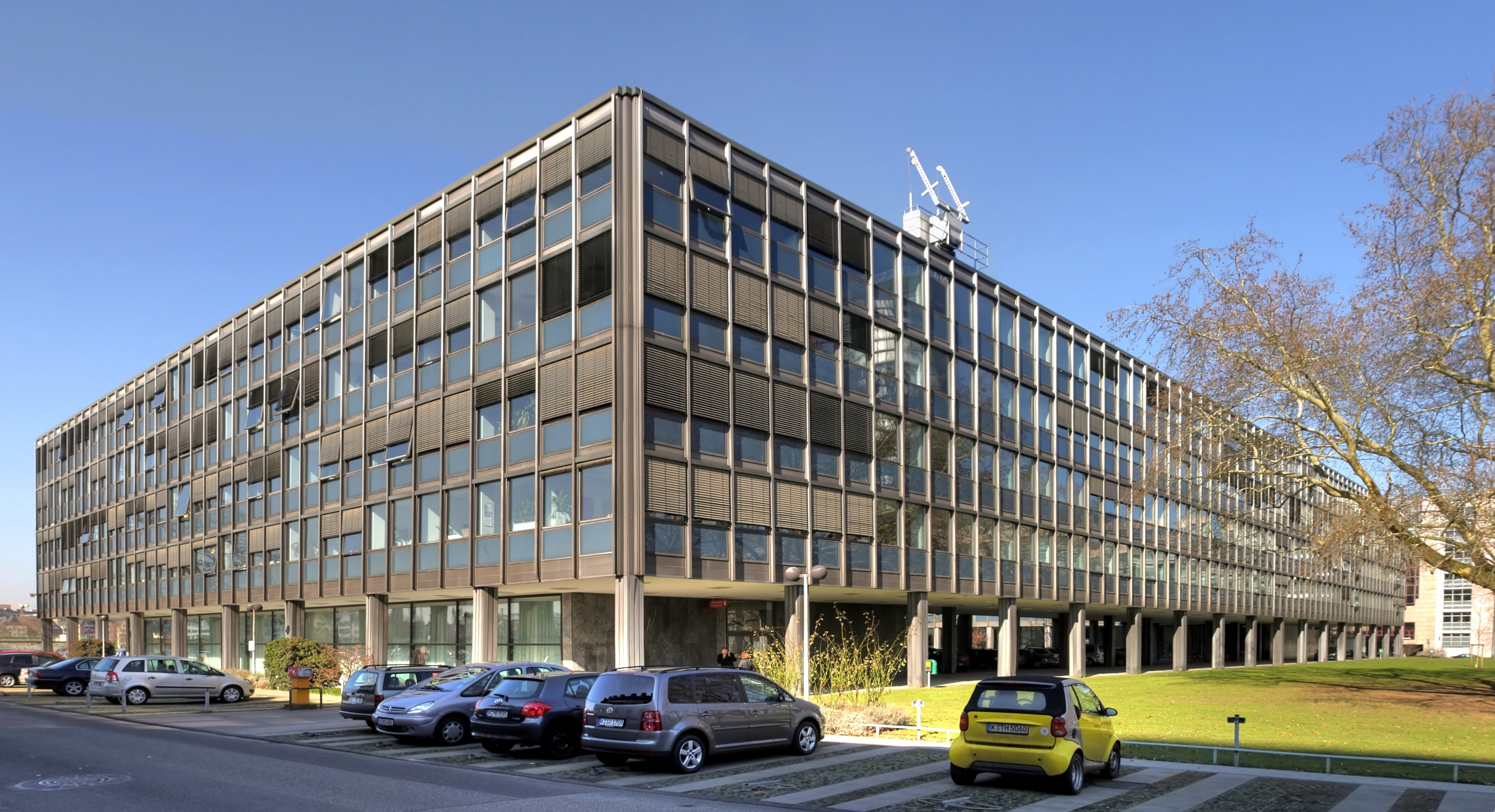
Landeshaus Köln, 2010

Das Landeshaus Köln ist das Hauptgebäude des Landschaftsverbands Rheinland. Das Verwaltungsgebäude der Zentralverwaltung dieses höheren Kommunalverbandes liegt am Kennedy-Ufer 2 in Köln-Deutz, direkt am Rhein. Es entstand in den Jahren 1956 bis 1959 nach Plänen der Architekten Eckhard Schulze-Fielitz und Ernst von Rudloff unter Mitarbeit von Ulrich Schmidt von Altenstadt im Stil der Moderne.

## Geschichte
Nachdem der Landtag Nordrhein-Westfalen im Jahr 1953 die Landschaftsverbände in Nordrhein-Westfalen als regionale Ebene der kommunalen Selbstverwaltung eingerichtet hatte, nahm der für das Rheinland gegründete Landschaftsverband seinen Sitz zunächst im Landeshaus Düsseldorf. Der Kölner Politiker Theo Burauen, Vorsitzender der Landschaftsversammlung Rheinland, ab 1956 auch Kölner Oberbürgermeister, warf allerdings bald die Frage der Verlegung des Verwaltungssitzes nach Köln auf und setzte sich bei dem dadurch ausgelösten Streit schließlich am 27. März 1957 durch. Die Frage führte auch wegen der Mehrkosten und der Betroffenheit von rund 1600 Behördenmitarbeitern zu kontroversen Diskussionen und zwei Abstimmungen in der Landschaftsversammlung. Wegen Verfahrensmängeln bei der ersten Entscheidung im Jahr 1954 wurde sogar eine verwaltungsgerichtliche Klage eingereicht.
Als Bauplatz stellte die Stadt Köln das Grundstück des im Zweiten Weltkrieg zerstörten Hauses der Rheinischen Geschichte an der Deutzer Uferpromenade unentgeltlich zur Verfügung. Bereits 1955 wurde ein Architektur-Wettbewerb ausgelobt, an dem sich 91 Architekturbüros beteiligten. Die Jury vergab 1956 keinen ersten Preis, sondern zwei zweite Preise für Entwürfe, die statt eines Hochhauses jeweils niedrige, aber dafür lang gestreckte Baukörper vorgesehen hatten. Einer der Zweitplatzierten, die Architektengemeinschaft Schulze-Fielitz, von Rudloff und Schmidt von Altenstadt aus Essen, erhielt 1956 den Bauauftrag. Ihr Entwurf, der den funktionalistischen Gestaltungsprinzipien des Bauhauses in der Linie des Architekten Ludwig Mies van der Rohe folgte (Internationaler Stil), hatte einen vierflügeligen Stahlskelettbau mit dem Außenmaß von 112 mal 64 Meter vorgeschlagen, dessen freistehendes Erdgeschoss die Uferpromenade teilweise überragt hätte. Abweichend wurde jedoch – etwa 45 Meter vom Rhein zurückgesetzt – ein Stahlbetonbau in Skelettbauweise errichtet. Am 29. Oktober 1957 wurde der Grundstein gelegt, am 6. November 1959 wurde das Objekt eingeweiht und bis zum 27. Januar 1960 bezogen.

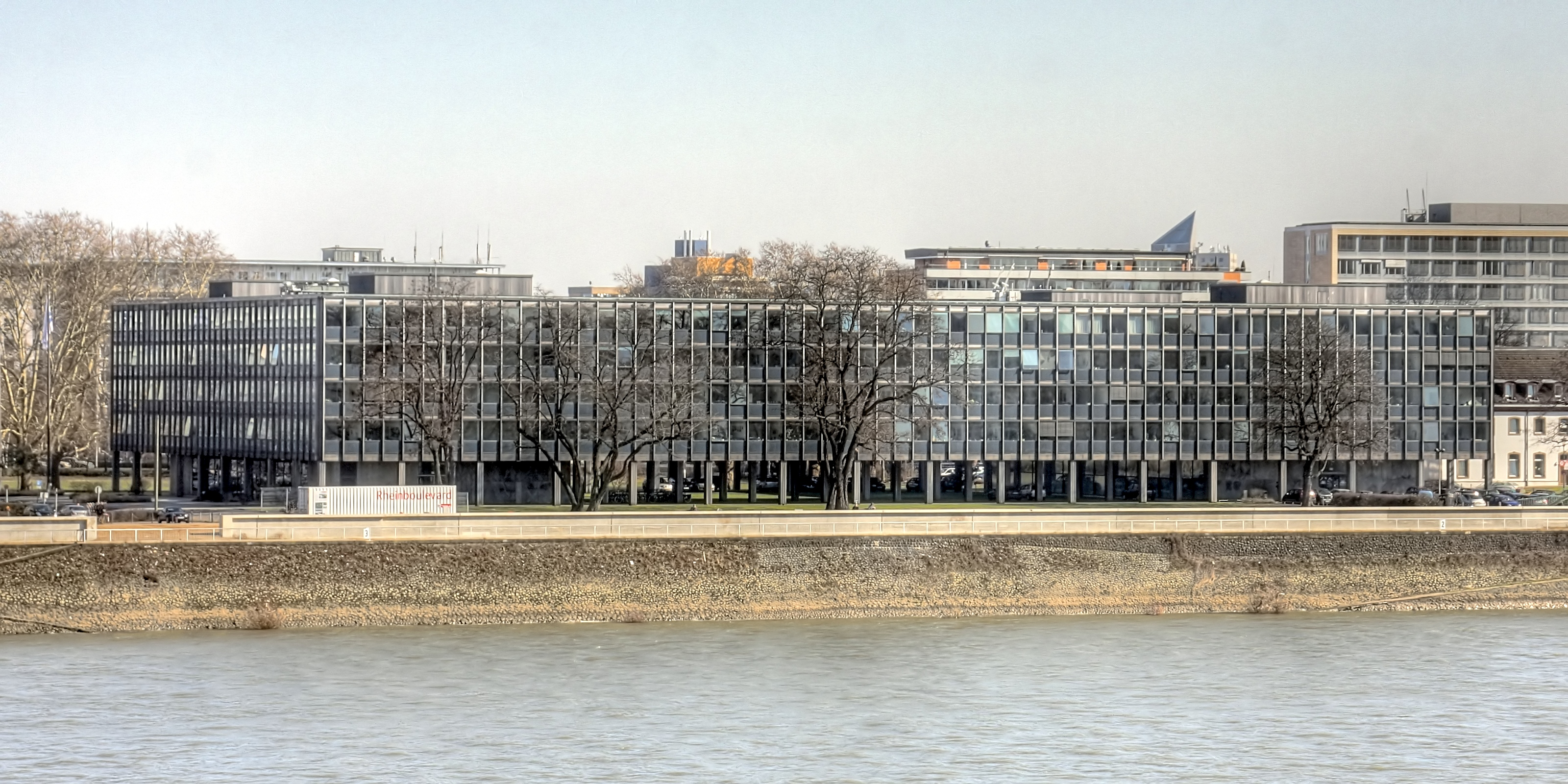
Rheinseite, 2010

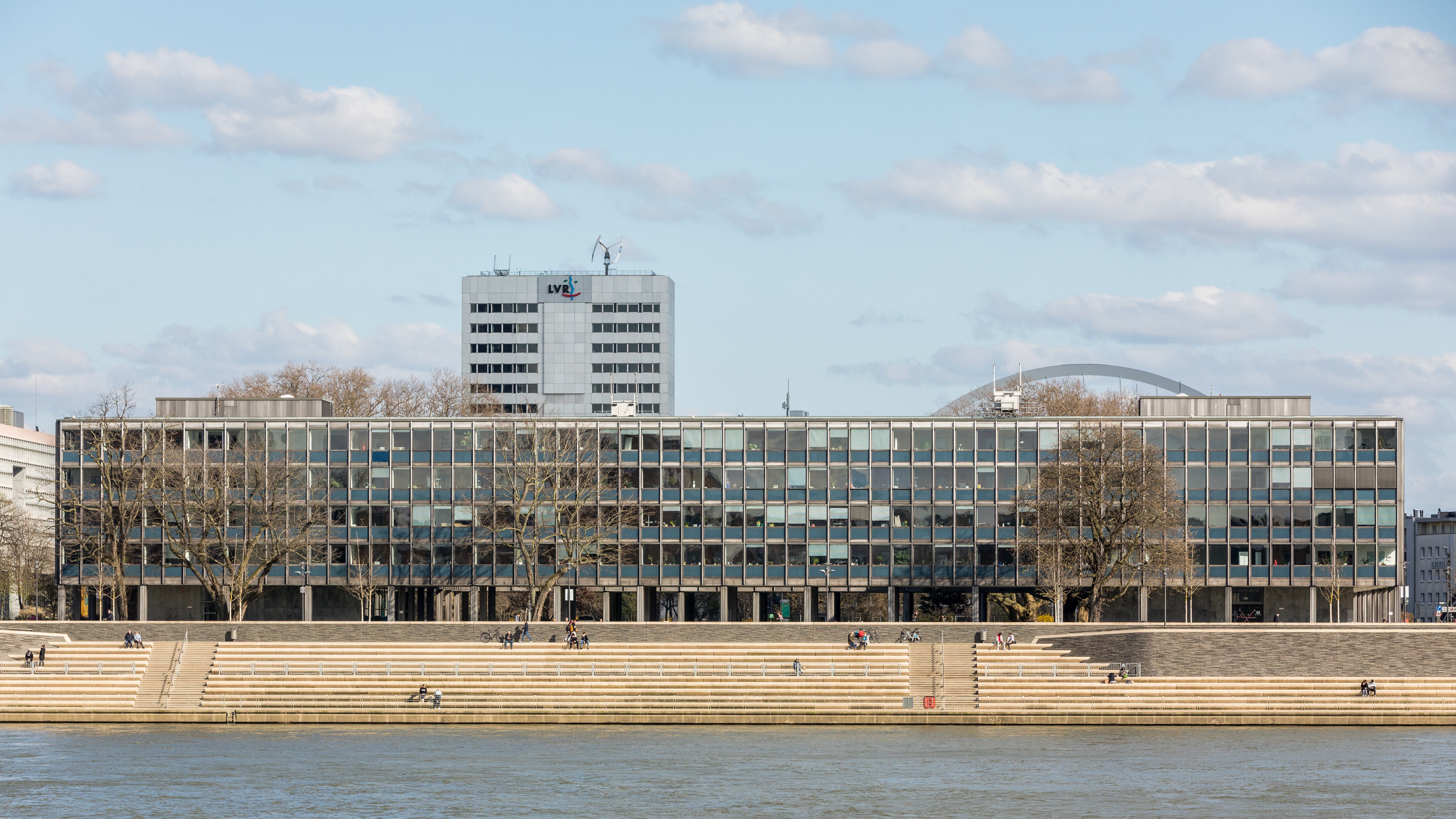
Rheinseite, 2020, nach dem Bau des Rheinboulevards

Der fünfgeschossige, um einen Innenhof errichtete Vierflügelbau zeigt im Erdgeschoss ein Stützensystem im Raster von 7 mal 7 Meter, welches dazu dient, den Blick unterhalb des Gebäudes hindurch von Osten nach Westen auf den Rhein freizugeben. Die Büroetagen werden durch Treppen in den Gebäudeecken erschlossen. Die Vorhangfassade aus Glas und Aluminium zeigt in den Brüstungen blaugrüne Platten. Die großformatig verglasten Wandelhallen an der Nord- und Südseite, die im Erdgeschoss den Innenhof flankieren, waren ursprünglich mit Sesseln nach dem Entwurf von Mies van der Rohe möbliert. Eingebettet ist das Gebäude in eine Grünanlage, die von der Mindener Straße bis zum Kennedy-Ufer reicht.
Am 2. November 1987 trug die Stadt Köln das Objekt in ihre Denkmalliste ein, als „Beispiel für die avantgardistische westdeutsche Architekturströmung der Nachkriegszeit, die unmittelbar an die in den USA weiterentwickelte Architekturmoderne anknüpfte, mit ins Detail durchgehaltener Anwendung der Prinzipien Mies van der Rohes“.
Unter Berücksichtigung denkmalfachlicher Anforderungen wurde das Gebäude in den Jahren 1997 bis 1999 umfassend saniert.